# Weasua Airtransport
Weasua Airtransport of WATC is een Liberiaanse luchtvaartmaatschappij met haar thuisbasis in Monrovia. Weasua Airtransport is opgericht in 1993. Tijdens de burgeroorlog in Liberia is de maatschappij tijdelijk verhuisd naar Sierra Leone. Sinds 22 maart 2006 staat zij op de zwarte lijst van de EU.

## Diensten
Weasua Airtransport voert lijnvluchten uit naar Freetown, Monrovia (juni 2007).

## Vloot
De vloot van Weasua Airtransport bestaat uit een Antonov AN-24RV en twee Antonovs AN-24V.